# Burzuc, Bihor
Burzuc este un sat în comuna Sârbi din județul Bihor, Crișana, România.